# Comblot
Comblot ist eine französische Gemeinde mit 61 Einwohnern (Stand: 1. Januar 2022) im Département Orne in der Region Normandie. Sie gehört zum Arrondissement Mortagne-au-Perche und zum Kanton Mortagne-au-Perche.
Nachbargemeinden sind Réveillon im Nordwesten, Courgeon im Nordosten, Mauves-sur-Huisne im Südosten und Le Pin-la-Garenne im Südwesten.

## Bevölkerungsentwicklung
| Jahr      | 1962 | 1968 | 1975 | 1982 | 1990 | 1999 | 2008 | 2016 |
| --------- | ---- | ---- | ---- | ---- | ---- | ---- | ---- | ---- |
| Einwohner | 104  | 100  | 78   | 77   | 65   | 68   | 72   | 65   |